# Heliocronómetro

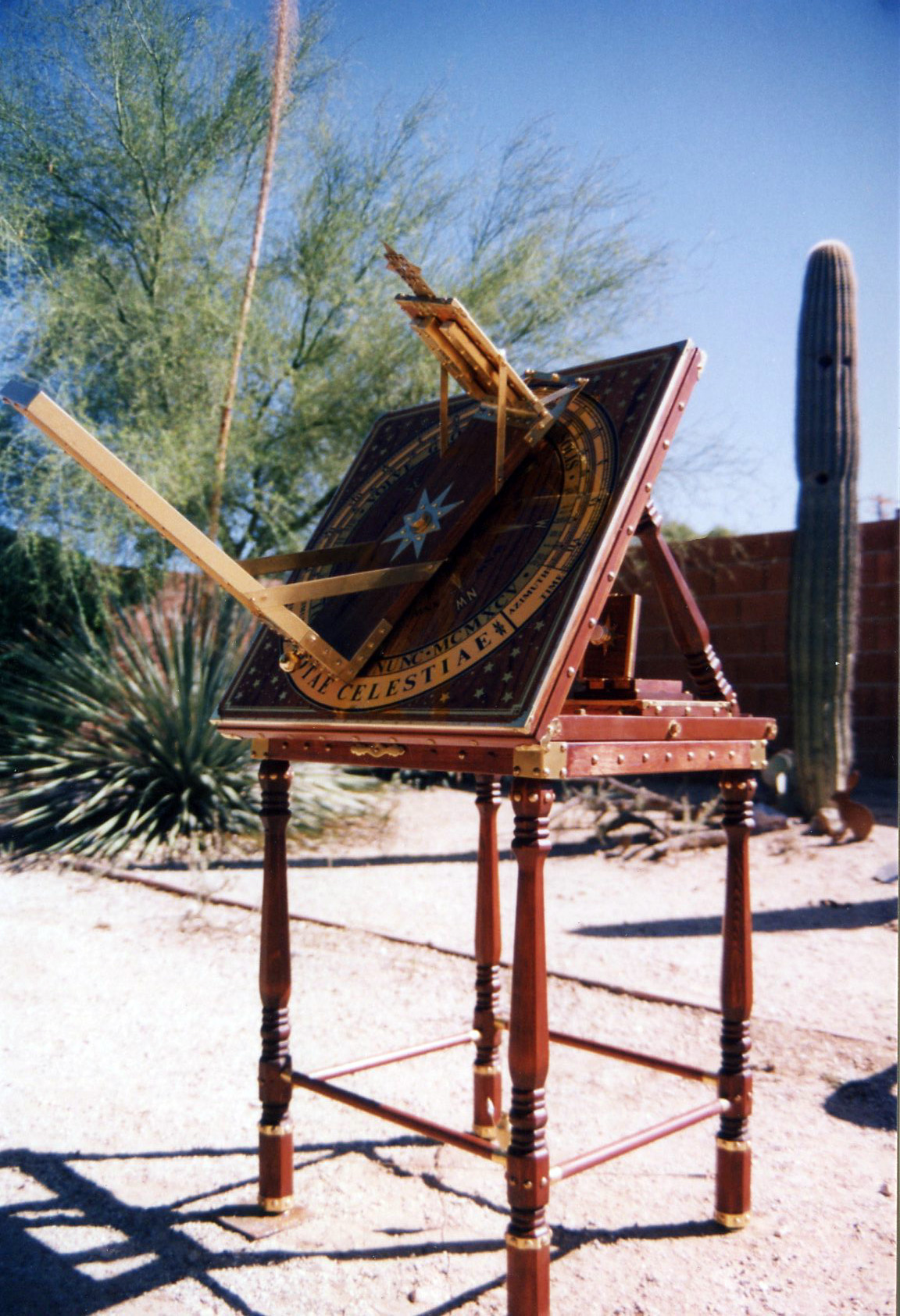

Un heliocronómetro es un instrumento astronómico empleado como una computadora analógica que permite calcular el tiempo estándar a partir del tiempo solar. Es considerado como un dispositivo óptico que emplea la proyección gnomónica de la ecuación del tiempo (que es una curva en forma de ocho) denominada analema.  El reloj muestra una precisión en torno a los cinco minutos. El helio-crónometro fue desarrollado por Pilkington-Gibbs ubicada en Preston, Lancashire y distribuido por O. Nelson aproximadamente en el año 1910. Fue empleado inicialmente para ajustar los relojes de los trenes en Francia. 

## Características
Se monta generalmente sobre un bastidor y es una variante del reloj solar ecuatorial orientado al sur. El uso de este reloj se ve precedido por el ajuste a la latitud geográfica de observación. Para ello el reloj se ajusta, inclinando su plano horario hasta que sea paralelo al ecuador celeste. De esta forma el arco diurno es paralelo al círculo horario que muestra las horas repartidas homogéneamente a lo largo del de 15.o, se gira este anillo hasta que incida directamente con el sol. El ajuste se hace tan fino que algunos modelos incluyen un calibre Vernier capaz de reducir los errores de medida.